# Paolo Giordano

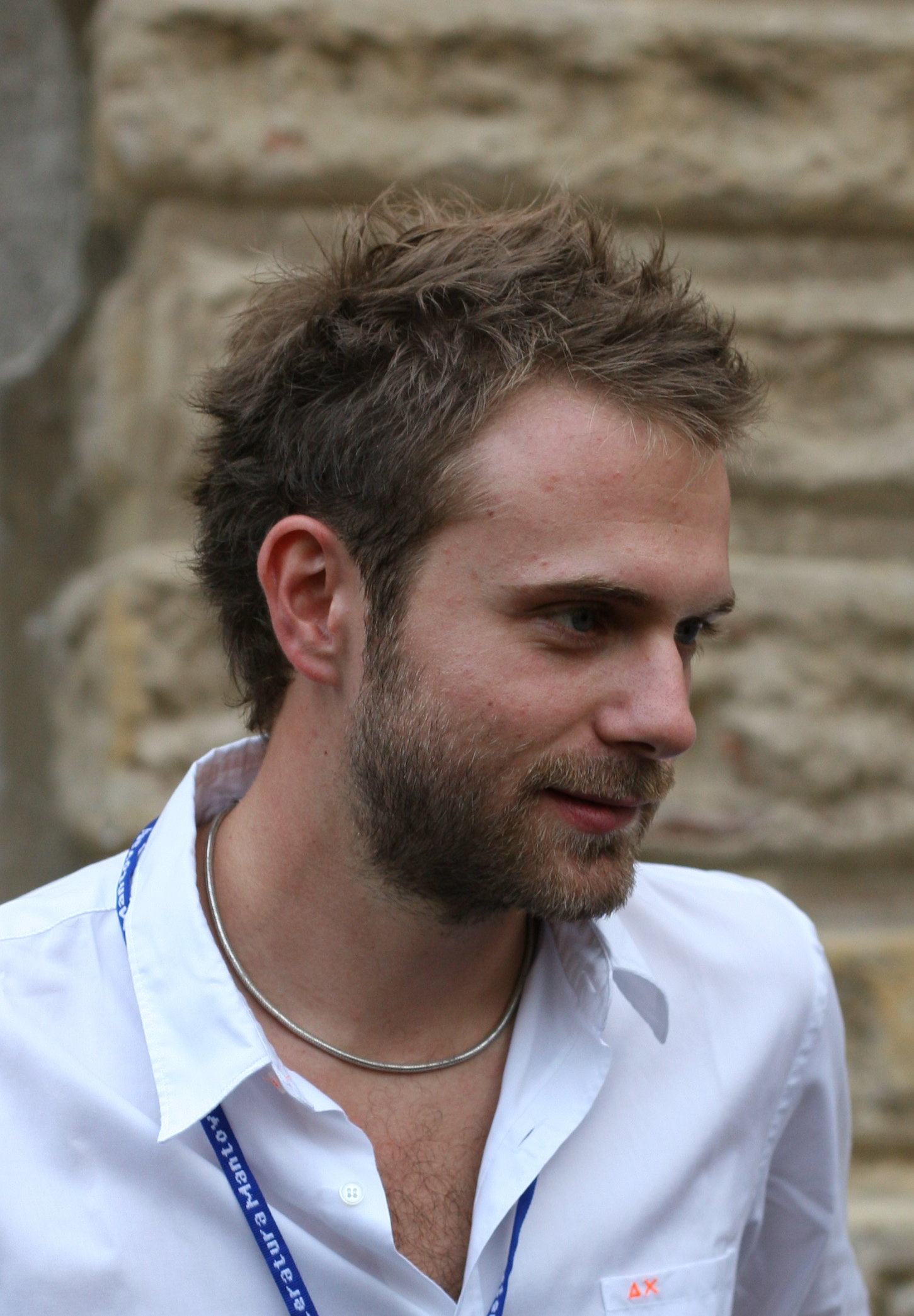
Paolo Giordano (2008)

Paolo Giordano (* 19. Dezember 1982 in Turin) ist ein italienischer Physiker und Schriftsteller. Er besuchte die Scuola Holden von Alessandro Baricco. Sein erstes Buch Die Einsamkeit der Primzahlen war 2008 das meistverkaufte Buch Italiens. Es bekam 2008 den renommierten Premio Strega sowie den Premio Campiello für den Erstlingsroman.
Paolo Giordano ist Physiker, der in theoretischer Physik seinen Mastergrad mit Auszeichnung erwarb und im Februar 2010 an der Universität Turin in theoretischer Physik / Teilchenphysik promoviert wurde. Nebenher schreibt er auch für die Tageszeitung Corriere della Sera, worauf er selbst in seiner Homepage hinweist. 2021 verfasste er unter anderem zusammen mit Luca Guadagnino die Drehbücher der HBO-Fernsehserie We Are Who We Are.

## Auszeichnungen und Preise
- 2008: Premio Strega
- 2008: Premio Campiello in der Kategorie Erstlingswerk
- 2008: Premio letterario Merck Serono[8]
- 2008: Premio Fiesole Narrativa under 40[9]
- 2023: Prix André-Malraux in der Kategorie „fiction engagée“ (deutsch: Engagierte Literatur)[10]

## Werke
- La solitudine dei numeri primi. Mondadori, Mailand 2008, ISBN 88-04-57702-9.
  - Die Einsamkeit der Primzahlen, Roman, übersetzt von Bruno Genzler. Karl Blessing Verlag, München 2009, ISBN 978-3-89667-397-8.
- Il corpo umano. Mondadori, Mailand 2012, ISBN 978-88-04-61625-2.
  - Der menschliche Körper, übersetzt von Barbara Kleiner. Rowohlt, Reinbek bei Hamburg 2013, ISBN 978-3-498-02525-0.
- Il nero e l’argento, Giulio Einaudi Editore, Turin 2014, ISBN 978-88-06-22161-4.
  - Schwarz und Silber, übersetzt von Barbara Kleiner. Rowohlt, Reinbek bei Hamburg 2015, ISBN 978-3-498-02531-1.
- Divorare il cielo, Einaudi, Turin 2018, ISBN  978-88-06-24113-1.
  - Den Himmel stürmen, Roman, aus dem Italienischen von Barbara Kleiner, Rowohlt, Reinbek bei Hamburg 2018, ISBN  978-3-498-02533-5.[11]
- Nel contagio, Einaudi, Turin 2020, ISBN 978-88-06-24676-1.
  - In Zeiten der Ansteckung. Wie die Corona-Pandemie unser Leben verändert. Aus dem Italienischen übersetzt von Barbara Kleiner, Rowohlt Verlag, Hamburg 2020, ISBN 978-3-499-00564-0.
- Tasmania, 2022
  - Tasmanien. Das Buch, das uns die Gegenwart erklärt. Aus dem Italienischen übersetzt von Barbara Kleiner, Suhrkamp Verlag, Berlin 2024, ISBN 978-3-518-47439-6.[12]